# Depressão de Granada
A depressão de Granada é, em termos geográficos, uma depressão totalmente fechada percorrida pelo rio Genil desde que sai da Serra Nevada até que passa pelo monumento natural dos Infiernos de Loja, na província de Granada, Andaluzia, sul de Espanha.
É limitada a norte pela comarca de Los Montes (o bordo sul da cordilheira Subbética), a oeste pelas serras de  Loja e El Hacho, a sul pela Serra de Almijara e a leste pela Serra Nevada. Os dois pontos de saída mais facilmente transitáveis são o Valle de Lecrín, que separa a serra de Almijara da Serra Nevada, e o desfiladeiro escavado pelo rio Genil nos Infiernos de Loja, que separam o Hacho da Serra Gorda. Estende-se de este a oeste ao longo de cerca de 65 km e atinge a sua máxima largura na parte oriental, estreitando-se até chegar aos Infiernos de Loja.
Foi constituída como uma depressão fechada, possivelmente no Burdigaliano, e a sua configuração ficou concluída em finais do Mioceno, atuando como uma bacia fechada de caráter continental que durante muito tempo foi recebendo materiais sedimentares provenientes de todas as serras que a rodeavam. O auge do enchimento corresponde ao período vilafranquense (fase inicial do Pleistoceno), quando deve ter ocorrido uma mudança climática que determinou um período de rexistasia e provocou uma intensa crise crise erosiva em todos os conjuntos montanhosos donde foram arrastados sedimentos para as depressões vizinhas. É deste modo que aparecem materiais detríticos muito grosseiros no sopé das Serra Nevada, como no Cone de La Zubia, no Conglomerado Alhambra, ou a formação de blocos do cone do río Dúrcal ou Torrente.
Uma vez terminado esta fase de enchimento, ocorreu uma fase de afundamento progressivo de tipo isostático (a depressão afunda-se ao aumentar de peso e as cordilheiras elevam-se ao perder peso devido à erosão). Em paralelo com isso, dá-se um processo de erosão, quando o mar continental, que era fechado, passa a ser escoado pelo rio Genil através dos Infiernos de Loja. O Genil e os seus afluentes escavaram esse vale e no Quaternário passaram por crises climáticas, que deram lugar a terraçõs fluviais — no rio Genail há dois em definidos. O facto do afundamento da depressão de Granada ter ocorrido no sopé da Serra Nevada deu lugar à formação duma zona inundada ainda não totalmente seca atualmente, situada entre Santa Fe e Granada. Por outro lado, no Quaternário ocorre um levantamento diapírico duma massa de argilas gessosas na zona da localidade de Láchar, o que contribuiu para que a parte entre Láchar e Granada fosse mais facilmente inundada e partiu a depressão em duas partes: a depressão de Granada e Pasillo, ou depressão de Loja.